# Spaelotis violetta
Spaelotis violetta är en fjärilsart som beskrevs av Karl Schawerda 1934. Spaelotis violetta ingår i släktet Spaelotis och familjen nattflyn. Inga underarter finns listade i Catalogue of Life.